# William Schuman
William Howard Schuman (New York, 4 augustus 1910 – aldaar, 15 februari 1992) was een Amerikaans componist, muziekpedagoog en dirigent.

## Levensloop
Schuman werd in het New Yorkse stadsdeel Bronx geboren en speelde als klein jongetje al viool en banjo. Later speelde hij in jazzbands mee en schreef samen met zijn vriend Frank Loesser liedjes. Eerst studeerde hij aan de School of Commerce van de New York University, maar hij stopte daarmee om muziek te gaan studeren. Hij begon aan het Malkin Conservatory in New York en ging in 1932 aan de Juilliard School of Music in New York, waar hij onder andere bij Roy Harris studeerde. Harris maakte de dirigent Sergei Alexandrovitsj Koussevitzky met Schuman bekend. In 1937 behaalde hij de graad van Master of Arts. Verder studeerde hij vanaf 1935 aan de Universität für Musik und Darstellende Kunst "Mozarteum" Salzburg te Salzburg (Oostenrijk), en behaalde daar het diploma voor orkestdirectie. In 1935 had hij - deels samen met Edwin B. Marks en Frank Loesser - rond 150 populaire liederen op zijn naam staan.
Hij werd docent aan het Sarah Lawrence College en aan de Columbia University in New York. In 1943 kreeg hij voor zijn werk A free song de prestigieuze Pulitzer-prijs for Music als een van Amerika's voornaamste componisten. In 1945 werd hij president van de Juilliard School of Music in New York, waar hij onder zijn medewerkers bekende mensen telde als William Bergsma, Peter Mennin, Vincent Persichetti en Hugo Weisgall. Van 1962 tot 1969 was hij president van het Lincoln Center in New York, waar de Juilliard School ook ondergebracht is. Deze positie gaf hem de mogelijkheid grote invloed op de organisatie en uitvoering van alle kunsten uit te oefenen.
Als componist schreef hij twee opera's, tien symfonieën, concerten voor verschillende instrumenten, werken voor orkest, harmonieorkest en koor en ook kamermuziek. Hij bewerkte ook Charles Ives' stuk voor orgel Variations on America voor orkest; in deze bewerking werd het stuk pas echt bekend.

## Composities

### Werken voor orkest
- 1932 Potpourri
- 1935 Symfonie nr. 1
- 1937 Prelude and Fugue
- 1937 Symfonie nr. 2
- 1938-1942 Concerto, voor piano en orkest
- 1939 American Festival Overture
- 1941 Newsreel (in five shots)
- 1941 Symfonie nr. 3
- 1941 Symfonie nr. 4
- 1943 Prayer in time or war
- 1943 William Billings Overture
- 1943 Symfonie voor Strijkers
- 1948 Symfonie nr. 6
- 1949 Judith - Choreographic Poem
- 1955 Credendum - Article of Faith
- 1956 New England triptych (Three pieces after William Billings)
- 1959 Concert voor viool en orkest
- 1960 Symfonie nr. 7
- 1961 A Song of Orpheus
- 1962 Symfonie nr. 8
- 1963 Orchestra Song
- 1964 Variations on "America"
- 1965 Philharmonic Fanfare
- 1968 Symfonie nr. 9
- 1968 To thee old Cause, voor hobo, koperblazers, pauken en strijkers
- 1972 In Praise of Shahn - Canticle for Orchestra
- 1972 Voyage for Orchestra
- 1975 Symfonie nr. 10
- 1976 Amaryllis, variaties op een oude Engelse dans, voor strijkorkest
- 1979 Three colloquies for horn and orchestra, voor hoorn solo en orkest
- 1981 American Hymn, variaties voor orkest
- 1986 Showcase
- 1988 Let's hear it for Lenny!, variaties op "New York, New York," een van acht huldigingen in "A Bernstein Birthday Bouquet"
- Circus Overture

### Werken voor harmonieorkest
- 1941 Newsreel (in five shots)
  1. Horse Race
  2. Fashion Show
  3. Tribal Dance
  4. Monkeys at the Zoo
  5. Parade
- 1950 George Washington Bridge
- 1956 Chester Overture uit New England Triptych (Three Pieces after William Billings)[1]
- 1958 When Jesus Wept - Prelude for Band uit New England Triptych (Three Pieces after William Billings)
- 1967 The Band Song
- 1968 Dedication Fanfare
- 1968 Variations on "America", voor harmonieorkest (naar het orgelstuk van Charles Ives)
- 1969 Anniversary Fanfare, voor koperblazers en slagwerk
- 1972 Circus Overture
- 1974 Prelude for a great Occasion, voor 6 hoorns, 4 trompetten, 4 trombones, tuba, pauken en 4 slagwerkers
- 1981 American Hymn, variaties over een origineel thema voor harmonieorkest

### Cantates
- 1940 This is our time, secular cantate no. 1, voor gemengd koor en orkest - tekst: Genevieve Taggard
- 1958 On freedom's ground, An American cantata voor bariton solo, gemengd koor en orkest - tekst: Richard Wilbur
- 1976 Casey at the Bat, A baseball cantata voor solisten, gemengd koor en orkest

### Muziektheater

#### Opera's
| Voltooid in | titel               | aktes            | première                                                  | libretto                                                                |
| ----------- | ------------------- | ---------------- | --------------------------------------------------------- | ----------------------------------------------------------------------- |
| 1951-1953   | The Mighty Casey    | 3 scènes         | 4 mei 1953, Hartford, Connecticut, Hartt College of Music | Jeremy Gury gebaseerd op Ernest Lawrence Thayer, "Casey at the Bat"     |
| 1988        | A question of taste | 1 akte, 3 scènes | 29 juni 1989, Cooperstown (New York), Glimmerglass Opera  | Joseph Donald McClatchy gebaseerd op het verhaal "Taste" van Roald Dahl |

#### Balletten
| Voltooid in | titel                | aktes | première                                                                   | libretto                                                | choreografie  |
| ----------- | -------------------- | ----- | -------------------------------------------------------------------------- | ------------------------------------------------------- | ------------- |
| 1945        | Undertow             |       | 10 april 1945, New York, Metropolitan Opera House, American Ballet Theatre |                                                         | Antony Tudor  |
| 1947        | Night Journey        |       | 3 mei 1947 Cambridge (Massachusetts), Harvard-universiteit                 | gebaseerd op de Oedipusfiguur uit de Griekse mythologie | Martha Graham |
| 1949        | Judith               |       | 4 januari 1950, Louisville                                                 | gebaseerd op het apocriefe Bijbelboek Judith            | Martha Graham |
| 1953        | Voyage for a theater |       | 17 mei 1953                                                                |                                                         | Martha Graham |
| 1965        | The Witch of Endor   |       | 2 november 1965                                                            |                                                         | Martha Graham |

### Werken voor koor
- 1933 Four Canonic Choruses
- 1937 Choral etude, voor gemengd koor
- 1937 Pioneers!, voor dubbelkoor - tekst: Walt Whitman
- 1939 Prologue, voor gemengd koor en orkest - tekst: Genevieve Taggard
- 1942 A Free Song, voor gemengd koor en orkest - tekst: Walt Whitman (Pulitzer-prijs winnaar)
- 1942 Holiday Song, voor gemengd koor en piano - tekst: Genevieve Taggard
- 1942 Requiescat, voor vrouwenkoor en piano (zonder worden)
- 1944 Te Deum, voor gemengd koor
- 1958 Carols of death, voor gemengd koor - tekst: Walt Whitman
  1. The Last Invocation
  2. To All, To Each
  3. The Unknown Region
- 1963 Deo ac veritati, voor mannenkoor
- 1971 Declaration Chorale, voor gemengd koor - tekst: Walt Whitman
- 1971 Mail Order Madrigals, voor gemengd koor
- 1982 Esses, voor gemengd koor
  1. Suggestion
  2. Serenata
  3. Stillness
  4. Signaling
- 1983 Perceptions, voor gemengd koor
- 1990 The Lord has a Child, voor gemengd koor en koperkwintet - tekst: Langston Hughes
- Concerto on old English Rounds, voor altviool solo, vrouwenkoor en orkest

### Vocale muziek
- 1932 God's World, voor solozang en piano - tekst: Edna St. Vincent Millay
- 1944 Orpheus with his lute, voor solozang en piano
- 1976 The young dead Soldiers, Lamentation voor sopraan, hoorn, 8 houtblazers en 9 strijkers - tekst: Archibald MacLeish

### Kamermuziek
- 1934 Canon and Fugue, voor piano trio
- 1934 Choreographic Poem for seven instruments
- 1934 Two Pastorales
- 1936 Strijkkwartet no. 1
- 1937 Strijkkwartet no. 2
- 1939 Strijkkwartet no. 3
- 1939 Quartettino, voor vier fagotten
- 1950 Strijkkwartet no. 4
- 1950 Strijkkwartet no. 5
- 1978 In sweet Music, Serenade on a Setting of Shakespeare - voor solozang, fluit (ook: piccolo en altfluit), altviool en harp
- 1985 Dances, voor blazerskwintet en slagwerk
- 1986 Awake, thou wintry Earth, voor klarinet en viool (ook: fluit en fagot)
- 1987 Cooperstown Fanfare, voor twee trompetten en twee trombones

### Werken voor orgel
- 1983 When Jesus Wept – Prelude for organ

### Werken voor piano
- 1943 Three-score set
- 1953 Voyage
  1. Anticipation
  2. Caprice
  3. Realization
  4. Decision
  5. Retrospection
- 1958 Three piano moods

### Filmmuziek
- 1944 The Earth is born
- 1944 Steeltown

## Media
1. ↑  Chester Overture door het Princeton University Wind Ensemble[dode link]